# ブルセラ

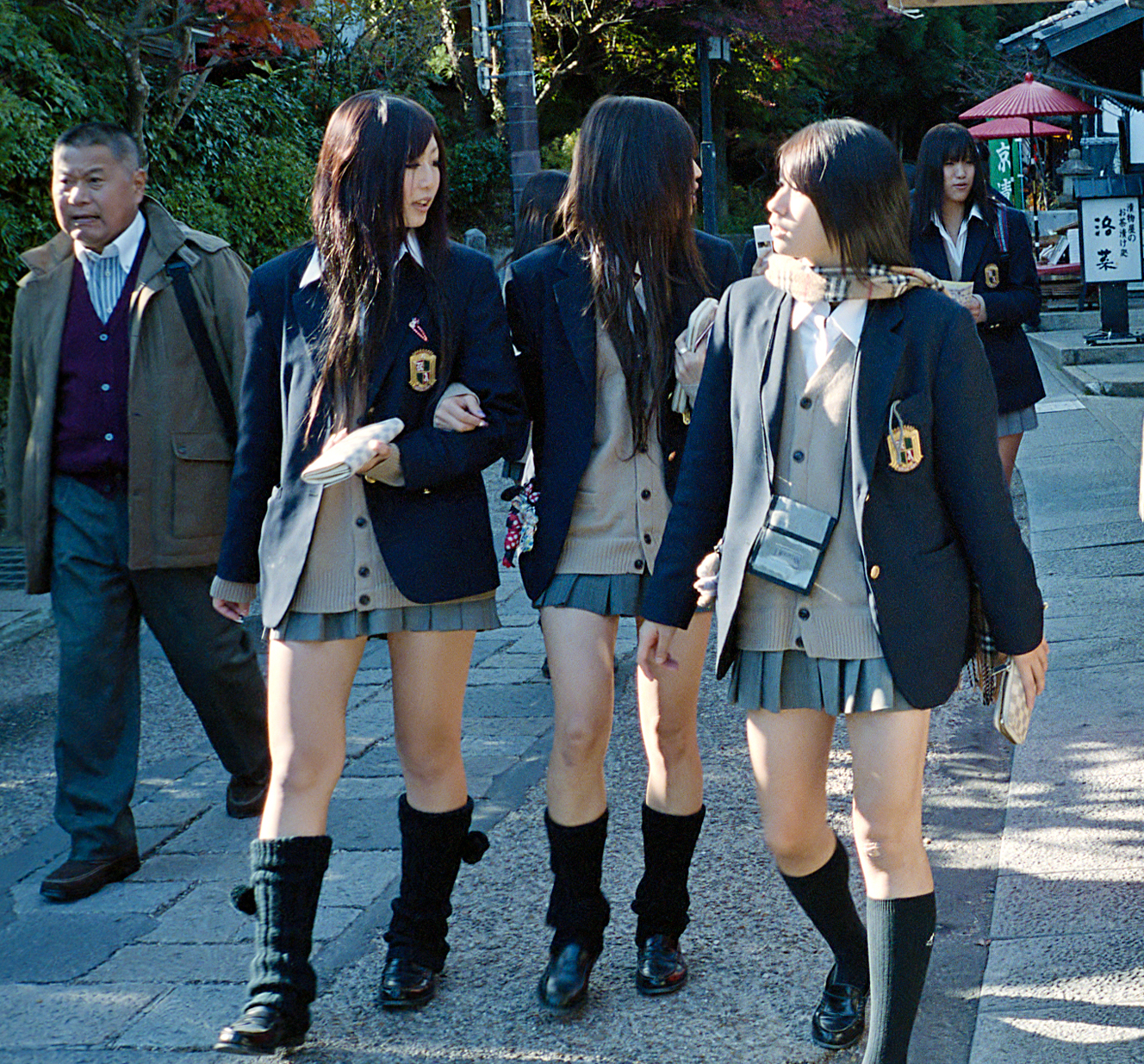
ブレザーとプリーツスカートの学校制服を着用する女子高生の1例。このような女子高生たちが実際に着用した学校制服や下着の一式が、ブルセラの主要な商品として高額な値段を付けられて流通している。ブルセラとして流通する女子高生の学校制服や下着は主に男性が性的利用のために購入し、女子高生に扮する女装やオナニーやコレクションで用いている。画像のような制服は、あくまでも女子学生のみを対象として作られているため、男性が着用した場合、体型の違いから違和感を生じやすい。また、スカートのウエストサイズが小さいため、男性では着用が不可能な場合が多い。

ブルセラとは、ブルマーとセーラー服の混成語（造語）で、加えてアダルトグッズ（を取引する業界）としての意味合いもある俗語である。単なる俗語という以上に、社会問題になった歴史的背景もある。ブルセラの利用は学用品の目的外利用と捉えられることが多く、様々な問題が生じうる。ブルマーとセーラー服だけでなく、多種多様な学用品や普段着が販売目的を明示せず非正規に流通しており、利用実態が問題となっている。正規販売を行う制服店ではブルセラ対策として販売制限を行っており、身分の確認を厳格に行うなどして購入者を関係者のみに限定している。
高度経済成長から20世紀末期頃まで、日本の学校教育機関で多く体育授業用として採用されていた「ブルマー」を意味する「ブル」と、学校教育機関で制服・標準服として採用されることのある「セーラー服」を意味する「セラ」を単純に結合した混成語（造語）であるが、教育現場では使用されておらず、俗語としての性質が強い。『熱烈投稿』という雑誌
（1985年創刊）に創刊号より掲載されている「月刊ブル・セラ新聞」という連載記事がルーツである。1990年代より、成人向けの雑誌グラビアの衣装としてもブルマーとセーラー服は多く用いられるようになり、1992年には『クリーム』が創刊し、いわゆる「お菓子系」の先駆けとなる。『ワッフル』『ホイップ』などとともに、ブルセラのグラビアを多く掲載した。
ブルセラには男性が性的利用を行うために購入するアダルトグッズという意味合いもあり、ブルセラを購入した男性自身が女子高生に扮する女装やオナニーやコレクションで用いる可能性がある。当初は女子高生の制服の流通が注目されていたが、実際には女子中学生や女子小学生の衣服まで取引されている。このようなブルセラの性的な用途を考慮すると、入学者・在学者向けに販売される中古制服が性的利用の目的を隠す部外者によってブルセラとして購入され性的利用が行われたり、親が中古制服業者に売った子供の中古制服が無断でブルセラとして販売され性的利用が行われてしまう例も報告されていることから、ブルセラの存在は子供の中古制服を売り買いする親が中古制服市場に不安を抱く原因にもなっている。ブルセラの存在は健全な中古制服市場の破壊に繋がるため、制服の本来の利用目的に沿って健全に運営されている中古制服店では、入学証明や学生証などの身分証明書を確認して部外者による購入を阻止し、ブルセラ市場への制服の流通を防いでいる。
ブルセラが社会現象となった1990年代には、ブルマーやルーズソックスが女子高生の象徴的なアイテムとなっていたこともあり、21世紀に入った今日でもコスプレやファッションなどで用いられている。21世紀では更にエスカレートし、オークションサイトやフリマサイトで新品・中古問わず学校制服が流通するようになり、各サイトにおける規制開始後も規制に抵触しない形での学校制服出品が続いている。しかし、単なる中古制服販売とブルセラの区別が難しく、刑法で罰することもできないため、第三者による規制で対応できる範囲は限られている。XでもDMで他者に詳細を知られないように制服や下着の取引を行う場合がある。Xでは、主婦までもが娘が使い古した衣類を高額販売している状況にある。1990年代よりも幅広い年代が取引を行うようになり、SNS時代にブルセラの再ブームが到来したとの指摘もある。
学校の生徒であることを他者に示して生徒自身の行動を制約する役割を果たす学校制服がブルセラとして流通することで、生徒ではない者が着用したり、アダルトグッズ化されたりすることについては、学校のイメージダウンを招くといった重大な問題が指摘されている。特に男性による女子制服の着用が問題であり、そのまま公共の場に出た場合、他者に強い嫌悪感を与え学校のイメージダウンも招く上に、不審者として扱われ警察への通報・相談や職務質問が行われることになる。尚、男性が女子制服を着用する場合、工夫を重ねたとしても体型の違いから客観的には男性と見分けられる。従って、学校制服の一般流通を阻止するために様々な対策が行われている。生徒における風紀の乱れなどの問題が発生した場合には、学校が目立たない地味で落ち着いたデザインの制服に変更する場合もある。
後述するように、日本のブルセラから派生して隣国の中国にも日本の学校制服が転売されるようになり、2010年代からZ世代の中国人女性の一部で新たなファッションスタイルとして人気となった他、中国国内向けに手頃な価格の「JK制服」が新規に製造されるようにもなったため、中国において「JK制服」は2020年代のコロナ禍明けからは一般的な女性向けファッションとして人気となっている。また、中国における流行である漢服（愛好家数136万人）、ロリータ（愛好家数36万人）、JK制服（愛好家数118万人）をまとめたスラングである「破产三姐妹（破産三姉妹）」「三坑（3つの穴）」の一角を成している。

## ブルセラショップ
1990年代に最盛期を迎えたブルセラショップはその殆どが現存せず既に死語になっているが、歴史上重要であるため説明を記載する。
ブルセラショップは女子高生の中古の制服や体操服、ブルマー、ソックス、スクール水着、下着などを取り扱うポルノショップのことである。ブルセラショップは、単に制服を販売する制服販売店や体操服等を販売するスポーツ用品店とは異なり、全ての商品をアダルトグッズとして取り扱い、購入時には入学証明や在学証明となる身分証明書の提示も不要としている。在庫の制服等は流通業者等から仕入れるほか女子高生や卒業生から直接買い取ったりし、これを主に男性客に販売して利益を得る。AV制作会社や飲食店等が女子高生の制服を調達するのに利用することもある。ブルセラショップは1990年代に最盛期を迎えたが、その後は警察による摘発やインターネットの普及によって閉店が相次ぎ、2014年には僅かな店舗が細々と営業を続けるのみとなった。

### 販売されている物
通常、以下のような着用済み衣類である。
- 「ブルセラ」の語源であるブルマーやセーラー服のみならず、体操着やブレザーの制服や、水泳授業で用いられるスクール水着（ハイレグ型競泳水着を含む）・水着インナーが販売される。
- また、これらの学校教育機関で用いられる衣類のみならず、日常生活で女子中高生が着用するショーツ・ブラジャーなどの下着（シミ付き）や、ルーズソックスなどの靴下、スニーカーや上履きなどの靴、普段着や外出着などの衣類も販売される。また衣類でも、着用済み衣類でないものが販売される場合もある。
- 化粧品・香水・筆記用具・鞄など日用品が販売される場合もある。

### 取引形態
ブルセラショップでは取引形態は、買受形態、受託・あっせん形態の二類型に分類される。

#### 買受形態
ブルセラショップは、女子中高生から商品を買い受ける。女子中高生は最終消費者（ブルセラショップの顧客）との取引には関与せず、商品売約の有無にかかわらず代金を手にすることができる。買取価格の一例として「パンツ1枚1340円、制服1着1-10万円」という記録が残っている。
顧客の立場から見ると、本当にその子が着用したのか証明が存在しない、また使用済みでない商品を偽装して販売している可能性があり、商品の価値を見誤る可能性がある（女子中高生の写真 やビデオ を商品に
添付することも行われた）。また女子中高生としては、本来客との直接交渉で得られる価値よりも低い価格でショップに買い受けられるリスクがある。しかし、ブルセラは性的な商品を取引するものであることから、学校や両親に不埒な行為を知られる危険性が常にあるものであり、ショップを経由することでそれを減らしている側面もある。

#### 受託あっせん形態
この形態では、女子中高生から商品を買い受けることはしない。女子中高生に販売する場を提供したり、購買する客を女子中高生に紹介したりすることで、売買取引をあっせんすることになる。
女子中高生に販売する場を提供する場合は、女子中高生が店舗内で直接あるいは写真を通じて客に姿を見せたりして、客はどの女子中高生の商品を購入するかを意思決定することが多い。このとき、客は女子中高生に商品の代金を支払い、店舗内で商品の引渡しを受けることになる。そして、ショップは女子高生が客から受けた代金の中から一定の金額を貰い、販売の場を提供したことの対価を受ける。これについて、鈴木涼美の証言が残っている。「マジックミラーの向こう側に4桁の番号と値段を書いた名札を付けた少女たちがいる。顧客は気に入った子がいれば、番号を指定する。少女はその場で脱いで、専用の受け渡し場所で商品を手渡す。売り上げの一定割合をショップに支払う」
また、購買する客を女子中高生に紹介する場合は、女子中高生が店舗内で客に姿を見せたか否かに関わらず、どの女子中高生の商品を購入するかを意思決定した客が、店舗外で商品の代金の支払いと商品の引渡しを受けるものである。店舗は、あらかじめ女子中高生からあっせん料の支払いを受けている。
いずれの場合にせよ、受託あっせん形態において特徴的なのは、女子中高生が客と直接取引に立つ点と、女子中高生は売買契約成立が無い場合の危険を負担する点である。この取引形態であれば、客はどの女子中高生の商品であるのかを直接知ることができて、買受形態のように商品の価値を見誤ることは少ない。例えば、商品がショーツであれば客はその女子中高生が直接脱ぐ姿を見ることができる（ショーツの下にＴバックを穿いている場合もあり、この場合は狭義の生とは言えない）。また、女子中高生が客と直接取引関係に立つことで、商品価値を客と交渉することができる。これは客としても、女子中高生本人と接触したり、制服・下着・体操服を脱ぐ姿を見ることができる点で高い価値があると考えることができて、より高い代金の支払いをする動機付けとなる。

### 女子中高生が利益を上げる目的
女子中高生がブルセラショップで取引する目的は、専ら安易な経済的手段としてである。
自らの市場価値を理解して利用する女子中高生は、自らの有する衣類等をショップに販売することで利益を上げ、その利益を娯楽やファッション等のために使用することが多い。つまり、利益を貯蓄することはなく、短期的に多額を学業以外の目的に使用することが多い（例外も存在する）。

### 時代の変遷

#### ブルセラ産業の繁栄
最初のブルセラショップが、正確にいつ誕生したのか？について、定説はない。大塚英志は、自らの記憶をたどり「使用済の下着を売る店は1985年ころからある。これは『女子高生はなぜ下着を売ったのか？―社会事件にまでなったブルセラ女子高生を追った14ヵ月間 』（藤井良樹、JICC出版局、1993）を読んだ記憶とも矛盾しない」と言う。ただし、当時はブルセラ(ショップ)という言葉はなかった。
初めて「ブルセラショップ」という名称で営業したのは、東京都新宿区高田馬場の「ロペ」である。
白川充は、1991-1992年にブルセラショップが多数誕生したと言う。この頃にはブルセラショップという言葉が使われている。宮台真司によると、本物の素人女子高生が下着や制服を売る現象は、正確に1992年から始まっている（それまでは主婦やOLが下着を売っていた）。 これを新聞記事を通じて社会に広めた結果、宮台は「ブルセラ社会学者」の称号を賜る。
1993年、ブルセラ・ブームが発生したとする文献もある。ブルマ―が直接に性欲と結びつき、ブルマ―（を身に着けた女子生徒）が性的なまなざしに晒されたことが、学校教育からブルマ―消滅した理由であるという説もある。なお、ブルマーが大量に盗難されたという報道が90年代以降増加するが、これはブルセラショップ、つまり換金可能なマーケットの存在と符合する。この年、『宝島』『マルコポーロ』『BOX』『SPA!』などがブルセラの記事で盛り上がる。これら雑誌が、ブルセラが広く一般に知られるきっかけとなった。
ブルセラショップ誕生を「1996年」とする文献もある。
地理的拡散について述べると、東京・横浜などの関東圏、大阪・神戸・京都などの関西圏、名古屋などの中京圏を中心とした大都市に始まり、後に仙台・札幌・福岡の地方都市に広がって行った。
この産業は、
1. 本来価値の希薄な商品を高額で販売できるいう店の利害
2. 比較的容易に入手した自らの持ち物を高値で販売できるという女子中高生の利害
3. 普段接触できない青少年と接触したりショーツなどに価値を見出す顧客の利害が合致

したために、急速に繁栄した。

#### 社会学
宮台真司によると、1993年のブルセラ・ブームは、1986-87年の第1次テレクラ・ブーム、1991年の第2次テレクラ・ブームの存在を前提とする。割のいいアルバイトとして情報が拡散される背景には、電話風俗で培った経験がある。ダイヤルQ2を利用すれば顧客と連絡を取ることも容易であった。なお、ダイヤルQ2は2014年（平成26年）2月28日でサービスを終了しており、現在は0990から始まる電話番号が災害時の募金に用途を限定した 災害募金サービス として使われている。
その他、「ブルセラを大きく取り上げる社会学者もいるが、なぜブルマーがいいのか、という問いかけは蔑ろにされている」と言う社会学者もいる。

#### 検挙・法規制
1993年（平成5年）8月、警視庁は初めてブルセラショップを摘発した。容疑は古物営業法 および職業安定法 違反。ビデオに出演していた少女110人も補導された。
ブルセラが社会現象となっていたものの、この時点で18歳未満の下着売買を直接規制する法令はなかったため、別の既存の法律を適用しての摘発となった。なお、店内で少女らに直接販売させる場合、店は「場所を提供してるだけ」なので古物営業法の適用はできない。
ブルセラショップ自体に法令で対処するため、大都市圏の各自治体は、18歳未満の青少年が着用済み下着等（自治体によっては水着、唾液、糞尿、体毛なども対象とし、また青少年が着用済みに該当すると称した下着等も対象としている）を買受・売却受託・売却あっせんを禁止し、違反者に刑事罰を規定するように『青少年保護育成条例』を改正した。東京都では2004年3月31日、「東京都青少年の健全な育成に関する条例」にブルセラ規制の文言が盛り込まれ、2004年6月施行。18歳未満が店頭で直接、脱ぎたての下着や唾液などを提供する「生セラ」と呼ばれる営業形態が問題視されていたことも背景にある。
これにより、大都市圏において18歳未満の人物が、下着を古物商業者に持ち込み買い取らせるということが困難となり、18歳未満が、着用済みの下着に絡むブルセラショップは衰退した。但しこの条例は18歳未満の者から只で下着を貰うことや18歳未満の者の親から18歳未満の者の下着を買うことは禁止していないザル法である。一度不要品として保護者に下着の所有権を移してから18歳未満の者が下着を出品するという手法を用いて条例違反を回避するブルセラショップも存在する。

### 近年の状況
2014年の報道によると、マニアに支持される少数の店舗がひっそりと営業しているに過ぎない。
ブルセラショップの中には、コスプレショップやアダルトショップに転換して営業を継続した店舗もある。また、コスプレなどのサブカルチャーの大衆化により、コスプレ用の既製品も多く市場に出回るようになり、ブルセラショップは過去の遺産となっている。コスプレ用のものが多く流通している現代においても、本物の制服は一部のマニアからは人気が高く、インターネットを利用して直接取引されることもある。2015年の報道によると、出会い系サイトなどで隠語を使って売買したり、TwitterやLINEなどを使った隠密取引も行われている。
また、ヤフオクやメルカリなどでの中古制服の販売規制により、近年ではミアコスなどに代表される新品の 有名校レプリカ制服 の販売が盛んになっている。
ブルセラがブームとなった時期に、中学生・高校生の時期であった人は「ブルセラ世代」と呼ばれることもある。

## インターネット販売
店舗型のブルセラショップは衰退したものの、個人のウェブサイトやSNS上で使用済みの下着を販売する、「売り子」と称される女性が出現した。
最も初期のものは2002年3月から営業開始した個人経営型のウェブサイト『FETISH★NET　見習いシスターRYOKOの部屋』であり、RYOKOと名乗る女性が不特定多数の客を相手に個人のブルセラショップを経営していた。このサイトでは管理人の使用済み下着の他にもポートレート画像なども販売していた。ただし、こうした営業形態はウェブサイトを立ち上げるコストを売り子側が負担しなければならいため、一般の女性はほとんど参入しなかった。
2005年以降は、アダオク、ギャルマ、ホワイトムーンをはじめ、売り子対客の個人取引（C to C）を総合的に扱うフリーマーケット型のプラットフォームが出現し、売り子を行うハードルが極端に下げられたことで、市場に参入する一般女性の数が急速に拡大した。販売形態としては、売り子が着用済みの下着に対して客が入札するオークション形式や、客が売り子に対して着用方法を指定できるオーダーメイド形式がある。前者では使用済み下着という適正価格が分かりにくい商品に対して客同士の競売により最適な価格決定が行われること、後者では決済までの時間を短縮できる他、客が売り子に対して着用日数、体液の付加（膣分泌液、尿、汗、唾液、生理血液、糞）、着用画像や動画などをフォームを利用して細かく指定できることが特徴である。
法律上は、インターネット販売のブルセラはデリバリーヘルスなどの無店舗型性風俗店営業、ライブチャットなどの映像送信型性風俗店営業およびリサイクルショップなどの古物商営業にあたり、経営にはこれらすべての届け出が必要である。また、店舗型と同様に18歳未満は下着の販売を禁止されており、主に女子大生やセクシー女優が売り子として参加している。
インターネット販売では、店舗型と比較してそれぞれ次のような利点と課題がある。

### 利点
- 地理的に離れた不特定多数の売り子と客同士が取引できる。
- 客が商品の質に対して注文を付けられる。（オーダーメイド型の場合）
- 価格決定が店舗ではなく売り子や客の裁量で決定できる。
- 売り子の身辺の安全が保証される。

### 課題
- 売り子になりすまして下着を販売している男性なども少なくはなく、客が詐欺に遭うなどの被害も発生している[35]（ネカマ問題）。そのため、一部のサイトでは売り子の登録時に身分証明書の提出を求め、本人確認を実施している。
- 購入時に商品の発送先として本名や住所などの個人情報を開示する必要があり、プライバシー上のリスクを客が負担する必要が生じる。
- 商品の注文から納品まで最低でも1日以上かかる。
- 輸送中に付着した体液が腐敗したり、カビが生えるなど変質してしまうことがある[36]。一部のサイトでは、クール宅急便などの利用を推奨したり、体液そのものの販売を自粛している。

## 指定制服の一般流通阻止とプレミア化
学校が指定する独自デザインの制服（指定制服）は、当該校の生徒であることを他者に示す役割も果たすため、本来は在校生のみが所有・着用できる。こうした指定制服が目的外利用された場合、学校のイメージダウンに繋がる可能性があるため大きな問題となる。従って、一般的な制服販売店は指定制服を販売する際に身分証明書を確認する，学校は卒業生に対して指定制服を無料で引き取ったり中古で販売しないように呼びかけるなどの措置を行う，オークションサイトやフリマサイトは学校制服の出品禁止という規則を設ける、などして在校生以外による指定制服の入手を防ぐ対策を行っている。しかし、卒業生が自身の所有物である指定制服を不正流通させてしまう以上、ブルセラ対策には限界がある。ブルセラ対策をかいくぐり本物の指定制服が不正流通した場合、有名校の指定制服については高い人気があることからプレミア価格が付くことになる。不正流通した指定制服を部外者が入手することは好ましくないことではあるが、不正流通の線引きが難しいため、法的には禁止できていない現状がある。

## 中国における「JK制服」人気
日本のブルセラからの派生として、中国では注目するべき社会現象（市場創出）が起きている。
2010年代のSNS，オークションサイト，フリマサイトの普及以降、日本でブルセラとして流通する女子高校生の制服（中国での通称は「JK制服」，中国で独自定義された用語なので下記でも括弧付きで表記する）が隣国の中国にも転売されたことで中国人女性の「JK制服」愛好家が登場し、続いて中国国内向けに手軽な普段着用のJK制服ブランドが多数立ち上がった結果、2020年代初頭からはZ世代の中国人女性の間で「JK制服」が普段着として人気となった。
中国では漢服（愛好家数136万人）、ロリータ（愛好家数36万人）と並んでJK制服（愛好家数118万人）はお金がかかる趣味とされており、これらをまとめた「破产三姐妹（破産三姉妹）」「三坑（3つの穴）」というスラングが存在する。中国において「破产三姐妹（破産三姉妹）」「三坑（3つの穴）」は爆発的な人気があり、2025年には市場規模が1,200億元（約2兆円）を超えると予想されているほどで、市場規模だけを見ても「JK制服」が単なるマニアの趣味を超えて普段着として一般化していることが分かる。日本では学校制服として長らく正規採用されているため、女子高生よりも年上の女性による「JK制服」の着用は身分詐称やコスプレの扱いとなり敬遠される傾向にあるが、元々の制服がジャージーである中国ではアンケート調査により14歳から35歳まで「JK制服」を普段着として違和感なく着用していることが分かっている。

### 中国市場における「JK制服」の受容のされ方

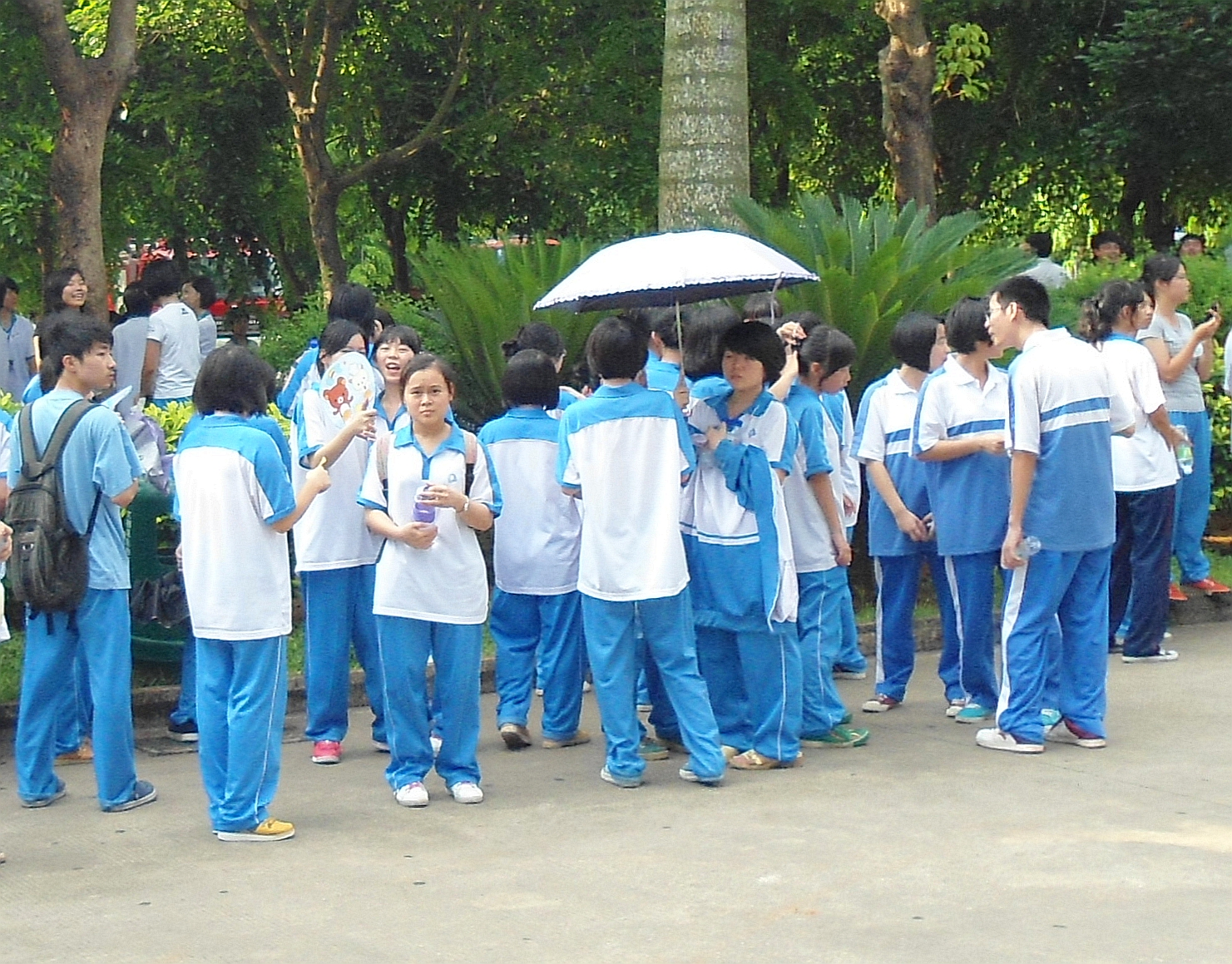
中国の学校制服は日本の学校制服と違い、簡素なジャージーが採用されている。日本発のコンテンツに触れることの多いZ世代以降の中国人女性の中には、スタイリッシュで可愛らしさもある日本の女子高生の学校制服に憧れを持ち、私服として着用する者が増えている。

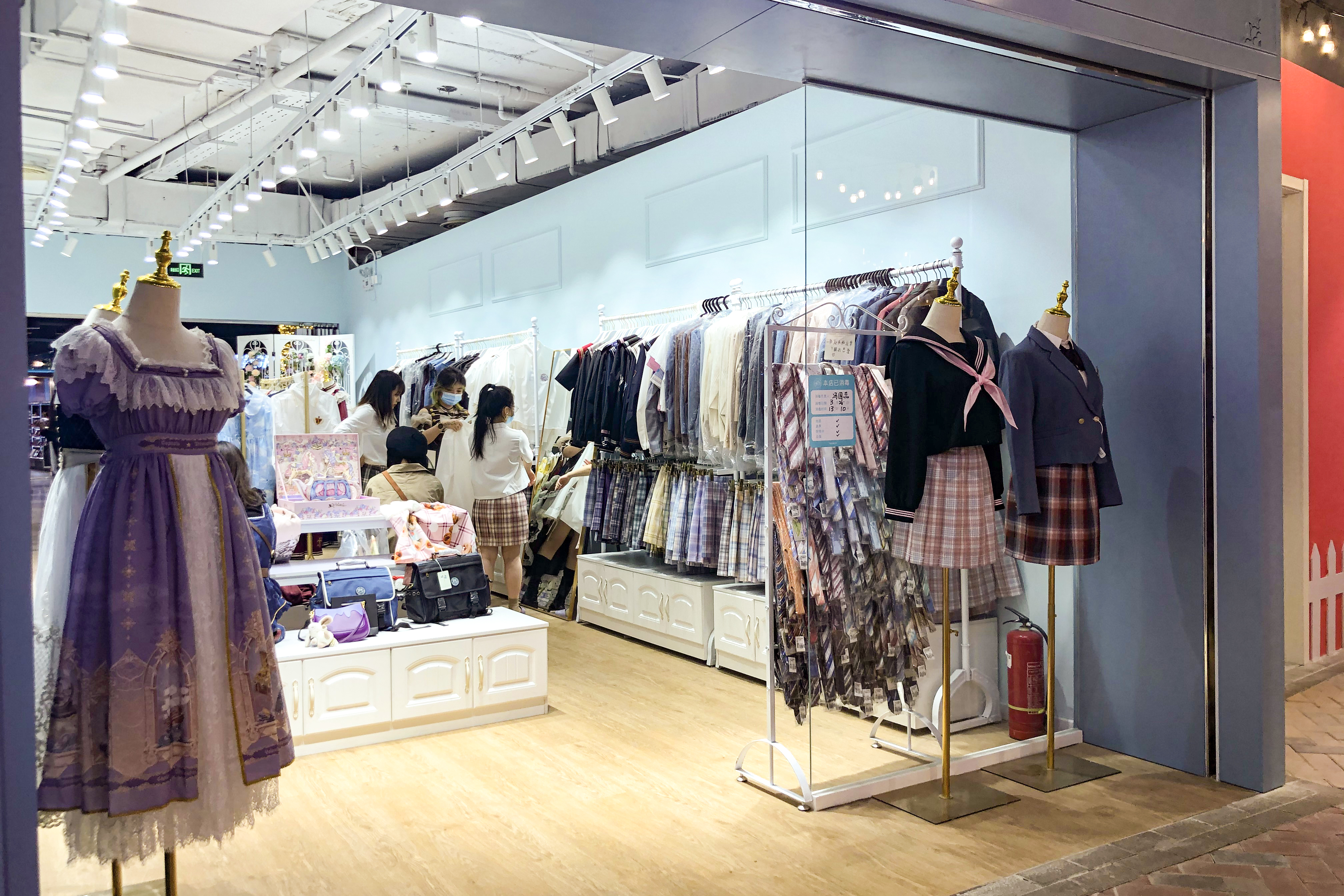
中国北京市の西單華威商城（Xidan Huawei Shopping Center）に入居するJK制服販売店『春日花与月』の様子。

中国で製造・販売される「JK制服」のプリーツスカートの1例。あくまでも普段着であるため、日本の高校で採用される「JK制服」よりも派手な色合いの商品が多い。中国では知的財産権を保有する日本企業とのコラボレーションも行われており、サンリオなどの有名なキャラクターがあしらわれた「JK制服」も作られている。こうした中国で製造される「JK制服」は本物ではないため日制布以下のランクに該当する。

日本の隣国である中国では学校制服といえば貧富の格差に対応できるように安価かつ簡素なジャージーであり、ファッション性には欠けるものであった。その状況下で2019年頃から、日本のアニメなどに影響を受け日本の女子高生に憧れを持ったZ世代の中国人女性が中国向けに転売された日本の女子高校生の制服を購入し、コレクションあるいはコスプレで利用する事例が急増しており、「JK制服」着用画像のSNSへの投稿も盛んに行うようになるなど、1つのファッションシーンを形成するに至っている。SNSサイトのWeiboだけでも118万人以上が「JK制服」の着用画像を投稿するなど、中国国内には多数の「JK制服」支持者が存在している。
中国の天風証券研究所も「JK制服」の流行を注目に値する新たな社会現象として扱っており、2021年に「JK制服」の流行の経緯・現状，販売店舗，デザイン分析を含む広範かつ詳細な研究結果を公開している。その研究結果の中で、中国におけるJK制服のランクを価値が高い順に並べると、
1. 校供（日本の入学生・在校生のみが正規に購入・所有できる指定品としてのJK制服）※日本ではブルセラとして流通するような中古の制服
2. 日制品牌（日本で一般販売されているJK制服）/日制布（日本から輸入した布素材を使って中国で加工製造されたJK制服）
3. 国牌限量（材料からデザインまで完全に中国製かつ限定品のJK制服）
4. 国牌现货（材料からデザインまで完全に中国製かつ限定品でないJK制服）
5. 山寨（上位ランクの模倣品（つまりは偽物である））

という順列となることが示されており、中国には多様なランクのJK制服が存在し、その中でも日本から輸入される本物の「JK制服」である校供が最高級とされている事が分かる。商品カテゴリを比較すると、上記のうち校供のランクが日本のブルセラに対応する（但し、アダルトグッズ的な用途ではなく、女子用ファッションとしての用途が中心である）。
拡大する日中の経済格差もあって、上記の校供のランクに該当する一着10万円をゆうに超える有名校の制服であっても躊躇なく何着も購入して自宅のクローゼットにコレクションしている中国人女性が現れており、そうした需要から日本の女子高生が制服の買付を専門にする中国人バイヤーを相手にして在学校の指定制服やその他指定品を高額で売り捌いているとのことである。また、ブルセラではないものの、中国では国内向けに普段着としての「JK制服」（上記の日制布以下のランクに該当）が製造され安価に販売されるようになり、コレクターではない一般層で高い人気を獲得したことも「JK制服」の支持者増加の大きな要因の1つである。実店舗を展開するブランド（奈奈生的猫，東兮学院）のほか、中国最大のオンラインモール「淘宝網（Taobao）」にも「JK制服」を販売するブランド（「温柔一刀」，「今日JK」など）が1000店以上存在している。2010年代までの中国では校供のランクに該当する高価かつ本物の日本の女子高校生の制服を自ら探して買い求めるコアな制服愛好家が「JK制服」の主な支持者であったが、より安価で明るい色彩の制服を製造・販売する日制布以下のランクの新たなブランドが登場したことにより、2020年頃から「JK制服」が一般的なファッションとして中国全体で本格的に普及するに至った。また、「JK制服」人気や、高品質な制服の採用についての要望を受けて、中国の中学校・高校では日本風（あるいは英国風）の学校制服を採用する動きも始まっている。
文春オンラインに寄稿しているRicai氏の観測によれば、コロナ禍前の2019年夏の上海では「JK制服」を着用する中国人は殆ど見られなかったが、コロナ禍明けの2023年、上海では「JK制服」を着用するZ世代の中国人女性が普通に見られるようになったという。この事実は、2020年代初頭の中国で「JK制服」が普段着として非常に急速に普及したことを端的に表すものである。
中国における空前の流行の中、「JK制服」を着用して女子高生文化の本場である日本に行きたいと考える中国人女性も現れている。しかし、日本では学校制服として長らく正規採用されている分、女子高生の制服には身分証明の意味合いがあるため、現役女子高生のみが制服の着用を許されるという考え方が根強いこと、また外見的に見て高校生に見える服装をした場合には他者からすれば青少年保護育成条例の対象となる18歳未満の青少年である可能性が払拭できなくなるため、青少年に禁止された行為をすれば警察による年齢確認の対象になる可能性があることから、日本では「JK制服」を着用しない方が無難であるとの意見が出ている。